# Ethan Mbappé
Pour les articles homonymes, voir Mbappé.
Ethan Mbappé (prononcé / m͡ba.pe/ Écouter), né le 29 décembre 2006 à Montreuil (Seine-Saint-Denis), est un footballeur français évoluant au poste de milieu de terrain au LOSC Lille. Il est le frère cadet de Kylian Mbappé.

## Biographie

### Enfance et formation
Son père, Wilfrid Mbappé, est français et camerounais, et sa mère, Fayza Lamari, est d'origine algérienne. 
Né à Montreuil (Seine-Saint-Denis), Ethan grandit aux côtés de son frère Kylian et de Jirès Kembo Ekoko, fils du footballeur international zaïrois Jean Kembo et dont Wilfrid Mbappé est tuteur légal, tous deux devenus footballeurs professionnels.
À 17 ans, il décroche le baccalauréat sciences et technologies du management et de la gestion (STMG) en 2024.

### Carrière en club
Ethan Mbappé suit les traces de ses frères en rejoignant l'équipe locale de l'AS Bondy en 2015. Deux ans après, il arrive au Paris Saint-Germain en 2017, comme son frère Kylian. En juin 2021, il signe un nouveau contrat de trois ans avec le Paris Saint-Germain,. Le 16 décembre 2022, à seulement 15 ans, il fait ses débuts en amical avec l'équipe senior du club lors d'une victoire 2-1 contre le Paris FC.
Le 20 décembre 2023, il joue son premier match de Ligue 1 face au FC Metz au Parc des Princes lors de la 17e journée de championnat, en entrant en jeu à la place de Manuel Ugarte à la 92e minute lors d'une victoire trois buts à un,. Il joue au total cinq rencontres sous le maillot parisien avant d'annoncer, en juin 2024, qu'il quitte le Paris Saint-Germain.
Le 4 juillet 2024, il signe son premier contrat professionnel avec le LOSC Lille, d'une durée de trois ans. Il dispute son premier match contre le Slavia Prague en match de barrage de Ligue des champions puis deux matchs de Ligue 1 avant de se blesser aux adducteurs. Il revient lors de la sixième journée puis se blesse de nouveau d'une rupture du muscle de la cuisse qui demande une opération et trois mois d'absence.

### Carrière internationale
En novembre 2021, il est appelé pour la première fois pour intégrer l'équipe de France des moins de 16 ans.

## Vie privée
En janvier 2022, à Saint-Germain-en-Laye, Ethan Mbappé est victime d'un accident de la route. Alors qu'il est passager d'un Range Rover, la voiture est heurtée par l'Audi d'un conducteur ivre. Bien qu'ayant effectué quelques tonneaux, il ne subit aucune blessure grave.

## Style de jeu
Contrairement à son frère Kylian connu pour être un attaquant rapide et dribbleur, Ethan Mbappé est un milieu de terrain gaucher technique,.

## Statistiques
| Saison                | Club                  | Championnat           | Championnat | Championnat | Championnat | Coupe(s) nationale(s) | Coupe(s) nationale(s) | Coupe(s) nationale(s) | Compétition(s) continentale(s) | Compétition(s) continentale(s) | Compétition(s) continentale(s) | Compétition(s) continentale(s) | Total | Total | Total |
| Saison                | Club                  | Division              | M.          | B.          | P.d.        | M.                    | B.                    | P.d.                  | Comp.                          | M.                             | B.                             | P.d.                           | M.    | B.    | P.d.  |
| 2023-2024             | Paris Saint-Germain   | Ligue 1               | 3           | 0           | 0           | 2                     | 0                     | 0                     | C1                             | -                              | -                              | -                              | 5     | 0     | 0     |
| 2024-2025             | LOSC Lille            | Ligue 1               | 10          | 0           | 0           | 1                     | 0                     | 0                     | C1                             | 3                              | 0                              | 0                              | 14    | 0     | 0     |
| Total sur la carrière | Total sur la carrière | Total sur la carrière | 13          | 0           | 0           | 3                     | 0                     | 0                     | -                              | 3                              | 0                              | 0                              | 19    | 0     | 0     |

## Palmarès
Paris Saint-Germain
- Championnat de France (1) :
  - Vainqueur en 2024